# Lucha Underground
Lucha Underground – nieistniejąca amerykańsko-meksykańska federacja wrestlingu. Lucha Underground nie była typową federacją wrestlingu, gdyż nagrywane były tylko odcinki w sezonach, co różniło LU od większości innych federacji emitujących poszczególne gale. Odcinki LU były realizowane przez United Artists i były emitowane na El Rey Network (język angielski) i na UniMás (język hiszpański). Pierwszy odcinek wyemitowano 29 października 2014 roku. Zrealizowano 127 odcinków składających się na 4 sezony.
W Lucha Underground walczyli zawodnicy amerykańskiej sceny niezależnej i Asistencia Asesoría y Administración (AAA), która posiadała udziały federacji.
Po czterech sezonach odcinków, producent Eric van Wagenen stwierdził, że serial wzbudził obawy budżetowe i wymagałby „poważnego ponownego uruchomienia na wielu poziomach”, aby wyprodukować piąty sezon. Piąty sezon ostatecznie nie został wyprodukowany w 2019 roku, aw wywiadzie udzielonym Chrisowi Van Vlietowi w 2020 roku, Vampiro stwierdził, że serial został skutecznie odwołany, a promocja rozwiązana.
Serial Lucha Underground otrzymał ogólnie pozytywne recenzje przez cały okres jego trwania, chwaląc jego akcję, postacie i filmową prezentację, przy czym krytycy zwrócili uwagę na jego styl in-universe i odejście od przedstawiania profesjonalnego wrestlingu jako autentycznych zawodów sportowych. Serial cieszył się umiarkowaną oglądalnością w pierwszych dwóch sezonach, ale trzeci i czwarty sezon odnotowały wahania oglądalności po udostępnieniu go w serwisie Netflix przed premierą czwartego sezonu. Serial został ostatecznie anulowany z powodu obaw o budżet.

## Mistrzostwa
| Tytuł | Ostatni mistrz                                        | Data zwycięstwa |
| --- | ----------------------------------------------------- | --------------- |
| Lucha Underground Championship | Jake Strong                                           | 18 marca 2018   |
| Gift of the Gods Championship Tytuł, który dawał możliwość walki o mistrzostwo w dowolnym miejscu i czasie. Było wakowane po jego wykorzystaniu. | Jake Strong                                           | 17 marca 2018   |
| Lucha Underground Trios Championship | The Reptile Tribe (Daga, Kobra Moon i Jeremiah Snake) | 9 marca 2018    |

## Pozew sądowy
6 lutego 2019 roku poinformowano, że Jorge Luis Alcantar, który grał Kinga Cuerno (obecnie walczy w WWE jako Santos Escobar), złożył pozew w Kalifornii przeciwko El Rey Network i firmie produkcyjnej Baba-G, która wyprodukowała Lucha Underground. W pozwie twierdzono, że kontrakty Lucha Underground „nielegalnie ograniczają” zapaśników w pracy w ich „legalnym zawodzie”, blokując im pracę dla innych firm zapaśniczych do czasu wygaśnięcia ich wieloletnich kontraktów. Produkcja serialu zakończyła się w niecałe 4 lata, pomimo podpisania przez producentów kilku oryginalnych zapaśników będących członkami obsady 5-letnich, ekskluzywnych kontraktów. Alcantar stwierdził, że płaca zapaśników wynosi zwykle mniej niż 1000 dolarów za występ, a niektórzy członkowie obsady zapaśniczej zarabiają na występie tylko około 4000 dolarów rocznie.
Prawnik Alcantara ujawnił również, że złożył pozew zbiorowy przeciwko Lucha Underground w imieniu innych zapaśników, twierdząc, że ich kontrakty również są nielegalne w świetle kalifornijskiego prawa pracy. Inni zapaśnicy Ivelisse Vélez, Joey Ryan i Melissa Cervantes (która grała Kobra Moon) dołączyli do pozwu, starając się unieważnić swoje kontrakty.
Od 26 marca 2019 roku wszystkie pozwy zostały rozstrzygnięte na korzyść zapaśników i zostali oni zwolnieni z kontraktów.